# E. P. Robson Manufacturing Company
E. P. Robson Manufacturing Company war ein US-amerikanischer Hersteller von Automobilen.

## Unternehmensgeschichte
Percy Robson war an der Western Tool Works beteiligt, die zwischen 1905 und 1907 Fahrzeuge der Marke Gale herstellte. Ein Jahr nach deren Auflösung gründete er sein eigenes Unternehmen. Eine Quelle stellt es als Reorganisation dar. Der Sitz war ebenfalls in Galesburg in Illinois. Er begann 1909 mit der Produktion von Automobilen. Der Markenname lautete Robson. Überwiegend wurden vorhandene Teile aufgebraucht. Noch 1909 endete die Produktion.
Außerdem betrieb Robson die Robson Manufacturing Company als mechanische Werkstätte.

## Fahrzeuge
Die Fahrzeuge basierten auf den Gale-Modellen.
Das Model C hatte einen Einzylindermotor mit 127 mm Bohrung, 152,4 mm Hub und 1930 cm³ Hubraum. Der Motor war mit 8/10 PS angegeben. Das Fahrgestell hatte 185 cm Radstand. Der Aufbau war ein Runabout mit zwei Sitzen.
Darüber rangierten zwei Modelle mit einem Zweizylindermotor. 139,7 mm Bohrung und ebenfalls 139,7 mm Hub ergaben 4282 cm³ Hubraum und 30/32 PS Leistung. Der Radstand betrug 241 cm. Model G-S war ein zweisitziger Runabout und Model K-09 ein fünfsitziger Tourenwagen.
An der Spitze stand das Model R. Dazu gab es von Gale nur einen Prototyp. Der Vierzylindermotor hatte 120,65 mm Bohrung, 127 mm Hub und 5808 cm³ Hubraum. Die Motorleistung war mit 40/45 PS angegeben. Der Radstand maß 284 cm. Die Fahrzeuge waren als offene Tourenwagen mit fünf Sitzen karosseriert.

## Modellübersicht
| Jahr | Modell     | Zylinder | Leistung (PS) | Radstand (cm) | Aufbau               |
| ---- | ---------- | -------- | ------------- | ------------- | -------------------- |
| 1909 | Model C    | 1        | 8/10          | 185           | Runabout 2-sitzig    |
| 1909 | Model G-S  | 2        | 30/32         | 241           | Runabout 2-sitzig    |
| 1909 | Model K-09 | 2        | 30/32         | 241           | Tourenwagen 5-sitzig |
| 1909 | Model R    | 4        | 40/45         | 284           | Tourenwagen 5-sitzig |